# Buy and hold
Buy and hold (deutsch „kaufen und (be)halten“) ist im Finanzwesen der Anglizismus für eine Anlagestrategie, bei der Finanzprodukte oder Finanzinstrumente nach ihrem Kauf langfristig vom Anleger im Portfolio gehalten werden. Gegensatz ist das Daytrading.

## Allgemeines
Das Portfolio ist entweder das Fondsvermögen eines Investmentfonds, das Finanzanlagevermögen anderer institutioneller Anleger oder das Wertpapierdepot eines Privatanlegers. Eine typische Wertpapierart, die sich für eine Buy-and-hold-Strategie eignet, ist die Anleihe, bei der die Bestandhaltung bis zu deren Fälligkeit ausgedehnt werden kann. Die Fälligkeit der Anleihe entspricht dabei dem Anlagehorizont des Anlegers.

## Markteffizienzhypothese
Nach der klassischen Finanzmarkttheorie (Markteffizienzhypothese, Random Walk) können bei (schwach) informationseffizienten Aktienmärkten aus historischen Marktdaten für eine Aktie keine Daten gewonnen werden, die sich für gewinnbringende Prognosen des Börsenkurses nutzen lassen. Bei technischer Aktienanalyse können auf dieser Grundlage keine besseren Ergebnisse erzielt werden als bei einer Buy and hold-Strategie. Die strenge Hypothese der Informationseffizienz behauptet generell die Unmöglichkeit, durch Beobachtung von Marktentwicklungen des Aktienmarkts oder durch Auswertung von Unternehmensdaten bessere Aktienrenditen zu erzielen als bei der Buy and hold-Strategie. Bei informationseffizenten Märkten ist – aus Sicht der Markteffizienzhypothese – nur eine Buy and hold-Strategie sinnvoll.
Es ist deshalb nicht möglich, systematisch ein Alpha zu erzielen, also durch die Auswahl einzelner Wertpapiere bessere Anlageergebnisse zu erreichen als der Markt. Da keine systematischen Umschichtungen des Portfolios in Abhängigkeit von der Kursentwicklung vorgenommen werden, wird die Buy and hold-Strategie als statische Anlagestrategie bezeichnet. Eine dynamische Strategie liegt bei kursbedingten Verkäufen zugrunde.

## Anwendung
Wirtschaftssubjekte mit einer Buy and hold-Strategie sind insbesondere Versicherungsunternehmen wegen ihres Sicherungsvermögens, Pensionsfonds und Privatanleger wegen der Altersvorsorge. Wirtschaftsobjekte (Effekten) sind vor allem Anleihen in Inlandswährung, weil sie am Fälligkeitstag zu 100 % vom Emittenten zurückgezahlt werden und kein Kursrisiko (aber ein Emittentenrisiko) besteht. Auch Investmentzertifikate eignen sich für diese Strategie, Einzel-Aktien dagegen eignen sich wegen ihrer Volatilität (auch Standardwerte, erst recht Nebenwerte) weniger für diese Strategie. Aktien- und Anleihen-ETFs (siehe Börsengehandelte Fonds) hingegen eignen sich gut für Buy and Hold, da sie im Gegensatz zu Einzel-Aktien eine breitere Risikodiversifikation bieten und somit das Risiko mindern. Weitere typische materielle Güter für Buy and hold-Strategien sind Immobilien, langlebige Gebrauchsgegenstände und Sammlerobjekte (Barren, Briefmarken, Gemälde, Münzen). 
Anlageziel der Buy and hold-Strategie ist nicht die kurzfristige Erzielung von Kursgewinnen, sondern eine Vermögenssteigerung durch Wertzuwachs. Ein Wertzuwachs kann dabei auch durch (zunehmende) Knappheit der Wirtschaftsobjekte ausgelöst werden.

## Wirtschaftliche Aspekte
Der Grundgedanke hinter der Strategie des „Buy and hold“ ist es, nach vorgenommener Risikostreuung des Portfolios im Sinne der Portfoliotheorie auf den Versuch zu verzichten, durch Umschichtung des Portfolios einen Zusatzertrag zu erwirtschaften (z. B. durch Stock Picking). Der Anleger entscheidet sich für eine Anlageallokation, nimmt aber innerhalb der jeweiligen Anlageklasse keine Umschichtungen im Portfolio vor. Aufgrund der Transaktionskosten haben verschiedene Anlageklassen verschiedene Anlagehorizonte. Gemeint sind die Mindesthaltedauern, die sich ökonomisch aus den Transaktionskosten ergeben. Je höher die Transaktionskosten, desto länger muss der Anleger die Anlage halten, um durch ihren Kapitalertrag (Dividenden bei Aktien, Zinsen bei Anleihen) noch Gewinne zu erzielen. So liegen die Kosten beim Erwerb von geschlossenen Fonds, Immobilien und offenen Immobilienfonds sehr hoch, woraus sich ein langer Anlagehorizont ergibt. In diesen Anlageklassen überwiegt deshalb die Strategie des „Buy and hold“.
Der Buy and hold-Strategie entspricht im Rechnungswesen die IFRS-Kategorie Held to Maturity. Die Strategie hat eine lange Kapitalbindungsdauer zur Folge, entsprechend gering (null) ist bei Finanzprodukten und Finanzinstrumenten die betriebswirtschaftliche Kennzahl des Portfolio Turnover Ratio.
Das Halten der Wertpapiere endet vorzeitig, wenn unerwartet Liquiditätsbedarf auftritt und durch ihre Monetarisierung liquide Mittel für einen dringend erforderlichen Verwendungszweck freigesetzt werden (etwa fällige hohe Reparaturkosten). Um bei unerwartetem Liquiditätsbedarf die Strategie beizubehalten, können Wertpapiere durch einen Effektenlombardkredit beliehen werden. Dies lohnt sich so lange, wie die Finanzierungskosten unterhalb des Kapitalertrages der Wertpapiere liegen.
Im Handel mit besser informierten Marktteilnehmern müssen bei der Buy and hold-Strategie nicht systematisch Verluste hingenommen werden. Transaktionskosten entstehen bei dieser Strategie lediglich beim Kauf (Bankgebühren für Wertpapierorders und bei etwaigen späteren Depotgebühren).
Steuerrechtlich wird die Buy and hold-Strategie indirekt gestützt, denn Veräußerungsgewinne sind nach § 23 EStG steuerpflichtig, wenn bei Grundstücken und grundstücksgleichen Rechten der Zeitraum zwischen Anschaffung und Veräußerung weniger als zehn Jahre beträgt und bei Effekten bei weniger als einem Jahr liegt. Bei Arbitrage, Daytrading, Hochfrequenzhandel, Spekulation und Tradern wird zwingend keine Buy and hold-Strategie verfolgt; Veräußerungsgewinne sind hier regelmäßig steuerpflichtig.
„Buy and hold“ wird im Handel mit Kryptowährungen auch HODL genannt und beruht auf der falschen Schreibweise von „hold“. Danach wurde HODL schnell zum Synonym für einen Ansatz zum Investieren in Kryptowährungen, der den auf kurzfristigen Preisbewegungen beruhenden Handel meidet.